# Jesse Laport
Jesse Laport (1991) is een Nederlandse dichter, schrijver en podiumkunstenaar.

## Carrière
Laport studeerde Docent Theater en Creative Writing aan ArtEZ, en beklom sindsdien diverse podia, waaronder Lowlands, Zwarte Cross en Paradiso. Hij is de oprichter van Tapschrift, een gratis open podium voor gesproken woord dat in meerdere steden in Nederland een succes werd. Hij is tevens regelmatig te zien als huisdichter, copywriter, voice-over en acterend onderdeel van literaire en theatrale evenementen zoals Mensen Zeggen Dingen. Hij was stadsdichter van Arnhem en bekleedde de titel ‘Dichter des Gelderlands'. Hij was finalist en winnaar bij diverse wedstrijden, zoals de finale van Van Dale Spoken Awards, Stadsdichtersgala, Poetry Slam Gelderland en de jongerenpoëzieprijs Doe Maar Dicht Maar (2009). In 2022 ontving hij de AMAI-award voor Spoken Word. In datzelfde jaar verscheen zijn debuutbundel In het ergste geval komt alles goed bij uitgeverij Palmslag. Deze bundel werd meerdere malen herdrukt en bevat aforismen, epigrammen en rijmende, reflectieve tekststukken, die deels geïnspireerd zijn door zijn eigen ervaring met gegeneraliseerde angst- en paniekstoornis, ADHD, depressie en psychosomatische klachten gedurende zijn twintiger jaren. In 2023 won hij De Johnny. In 2024 was hij presentator van het Johnny van Doornfestival, toen De Johnny werd uitgereikt aan Joost Oomen. In 2025 verscheen zijn tweede bundel, getiteld Weet je nog, alles?, eveneens bij Palmslag. In deze bundel keert hij terug naar jeugdherinneringen, nostalgie, verlies en de vervluchtiging van het verleden. 

## Stijl
Laport combineert meerdere vormen van taalkunst: podiumpoëzie, papieren poëzie en platformpoëzie. Het poëtisch werk van Laport heeft een scherp, kwetsbaar en hoopvol karakter. Het bereikt lezers via publieksoptredens in Nederland en België, maar ook via afdrukken op kalenders, in bloemlezingen en in de openbare ruimte. Met een rijke podiumervaring, een uitgesproken persoonlijk stemgeluid en een groeiende literaire productiviteit is Laport inmiddels een vaste waarde in de hedendaagse Nederlandse poëziescène.